# 迈克尔·科茨
迈克尔·洛伊德·科茨（Michael Lloyd Coats，1946年2月18日—），前美國海軍上校及美国国家航空航天局的宇航员，执行过STS-41-D、STS-29以及STS-39任务。